# Ranciéite
La ranciéite è un minerale.